# Macizo de los Bongo
El macizo de los Bongo (también montes Bongo o macizo Bongo) es un sistema montañoso que se encuentra en África Central, en el nordeste de la República Centroafricana y el noroeste de Sudán del Sur y sudoeste de Sudán. Está separado del macizo de Tondou, al este, por el río Kotto, aunque a veces estos montes se consideran parte del mismo macizo.
Este macizo actúa de divisoria de aguas de tres de las cuencas más importantes de África: la del río Chari, por el noroeste, que desemboca en el lago Chad, con el río Aouk; la del río Congo, por el sur, con el río Kotto, afluente del río Ubangui, y la del Nilo, con los ríos al-Arab y el-Ghazal, que fluyen hacia Sudán y Sudán del Sur.
La parte norte y central del macizo está protegida por el Parque nacional André-Félix, creado en 1960 con 1700 km², y su zona de amortiguación, la Reserva de fauna de Yata Ngaya, de 4200 km². El paisaje está formado por bosque y sabana arbolada, con avestruces, elefantes, cocodrilos, jirafas, hipopótamos, etc.
La montaña más alta es el monte Toussoro, de 1330 m. El paso más alto es el Col Quijox, a 923 m de altitud, en la carretera nacional RN5, entre las ciudades de Birao y Bria.
El bongo (Tragelaphus eurycerus) es un antílope que habita las selvas de África y que existe en los parques nacionales de la República Centroafricana.